# Korčula (ciutat)
Korčula (en italià Curzola, en llatí Corcyra Nigra, en grec Korkyra Melaina, i en eslau antic Krkar) és un municipi que dona nom a una illa del mar Adriàtic, al comtat de Dubrovnik-Neretva a Croàcia.

## Població
La ciutat de Korčula té una població total de 5.663 habitants, repartits als següents nuclis:
- Čara (Chiara): 616
- Korčula (Curzola): 2.856
- Pupnat (Pupnata): 391
- Račišće: 432
- Žrnovo (Zernova): 1.368

## Construcció
El nucli antic està emmurallat i els carrers segueixen un esquema d'espina de peix de manera que permeten la circulació d'aire però protegeixen la ciutat de les ràfegues de vent. Korčula es troba sobre un promontori que vigila l'estret que separa l'illa de terra ferma. La construcció d'edificis fora del recinte emmurallat estava prohibit fins al segle xviii i fins al 1863 no es va desinstal·lar el pont llevadís. Tots els carrerons de Korčula tenen escalons amb la notable excepció del carrer que discorre al llarg de la muralla del sud-est. Aquest carrer és conegut com a Carrer dels pensaments, ja que és l'únic en el qual un no s'ha de preocupar pels escalons.

## Patrimoni històric
El patrimoni històric de la ciutat inclou la Catedral de Sant Marc (construïda entre 1301 i 1806) d'estil romànic i gòtic, el monestir franciscà del segle xv amb un claustre d'estil gòtic venecià, l'ajuntament, el palau de l'antic governador venecià, palaus dels segles XV i XVI de nobles i burgesos locals a més de les diferents fortificacions de la ciutat.
Cursola, tal com es coneix en llatí, va esdevenir una seu episcopal a principis del segle xiv, quan el bisbe de Ston (Stagnum en llatí) va demanar autorització per traslladar-se a causa de la pressió dels serbis sobre Ston. Un cop obtingut el permís, va esdevenir bisbe de la nova diòcesi de Cursola que es va fusionar amb la diòcesi de Ston. El 1541, els habitants de Ragusa (Dubrovnik) van demanar la separació de Ston, que acabaven de conquerir, de la diòcesi de Cursola que en aquell moment formava part de la República de Venècia. El 1828, quan tant Korčula com Ragusa (Dubrovnik) formaven part de l'Imperi Austríac, el territori de la diòcesi de Cursola es va integrar a la Diòcesi de Dubrovnik. Actualment, tot i mantenir l'estatus de diòcesi titular, ja no és la residència de cap bisbe.

## Galeria d'imatges

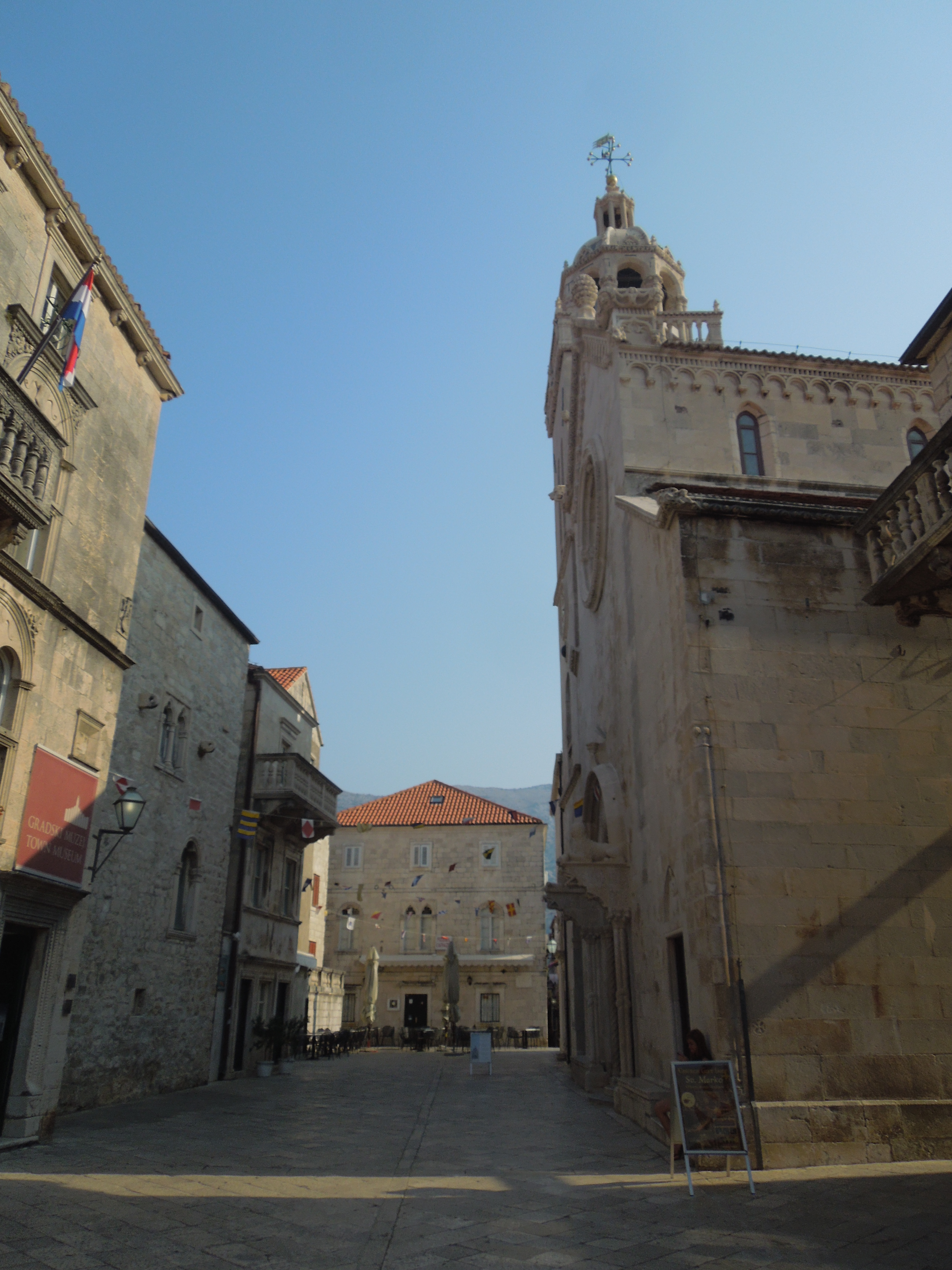
Plaça major, Catedral de St. Marc i Palau del Governador
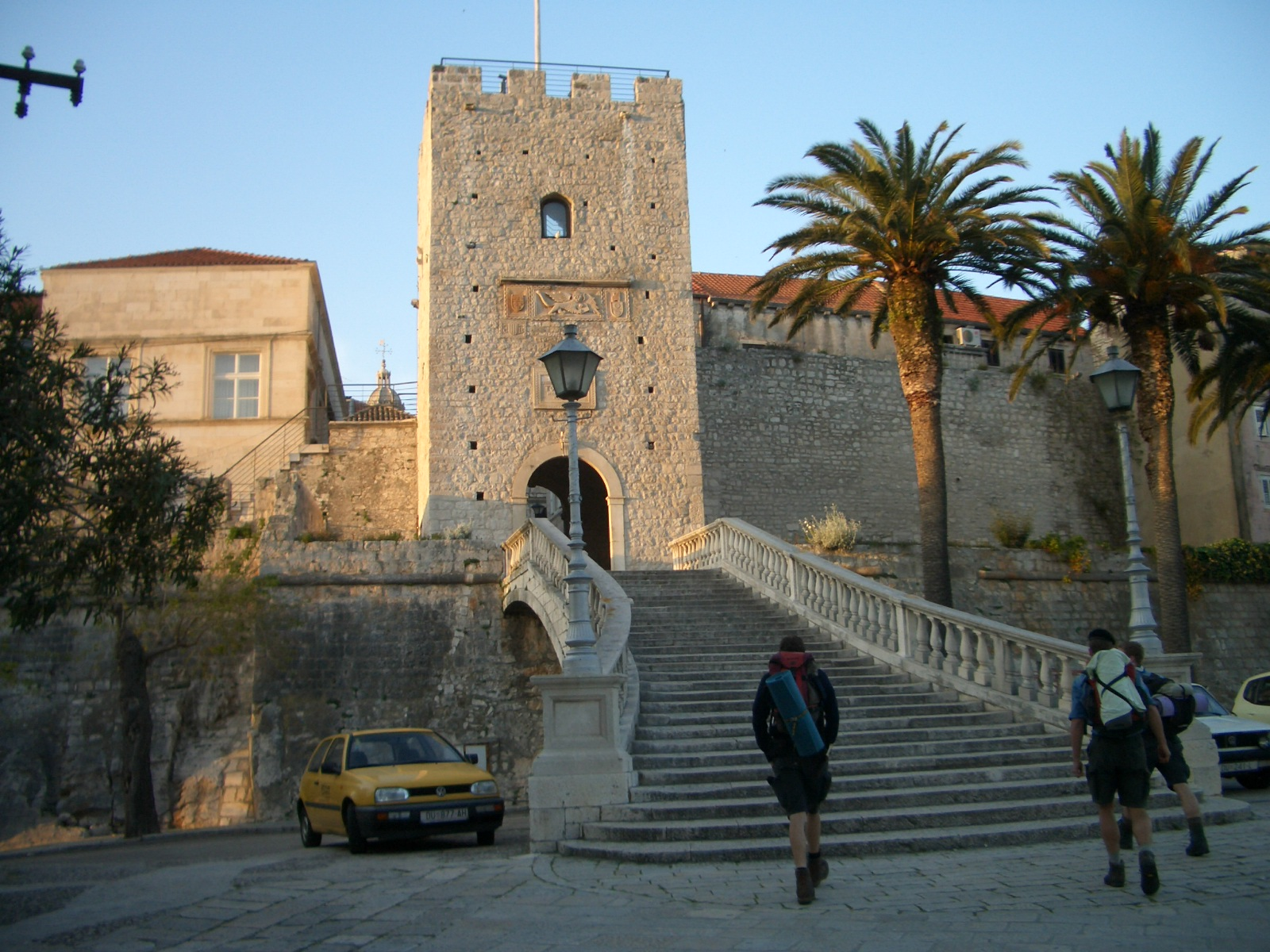
Porta de la ciutat
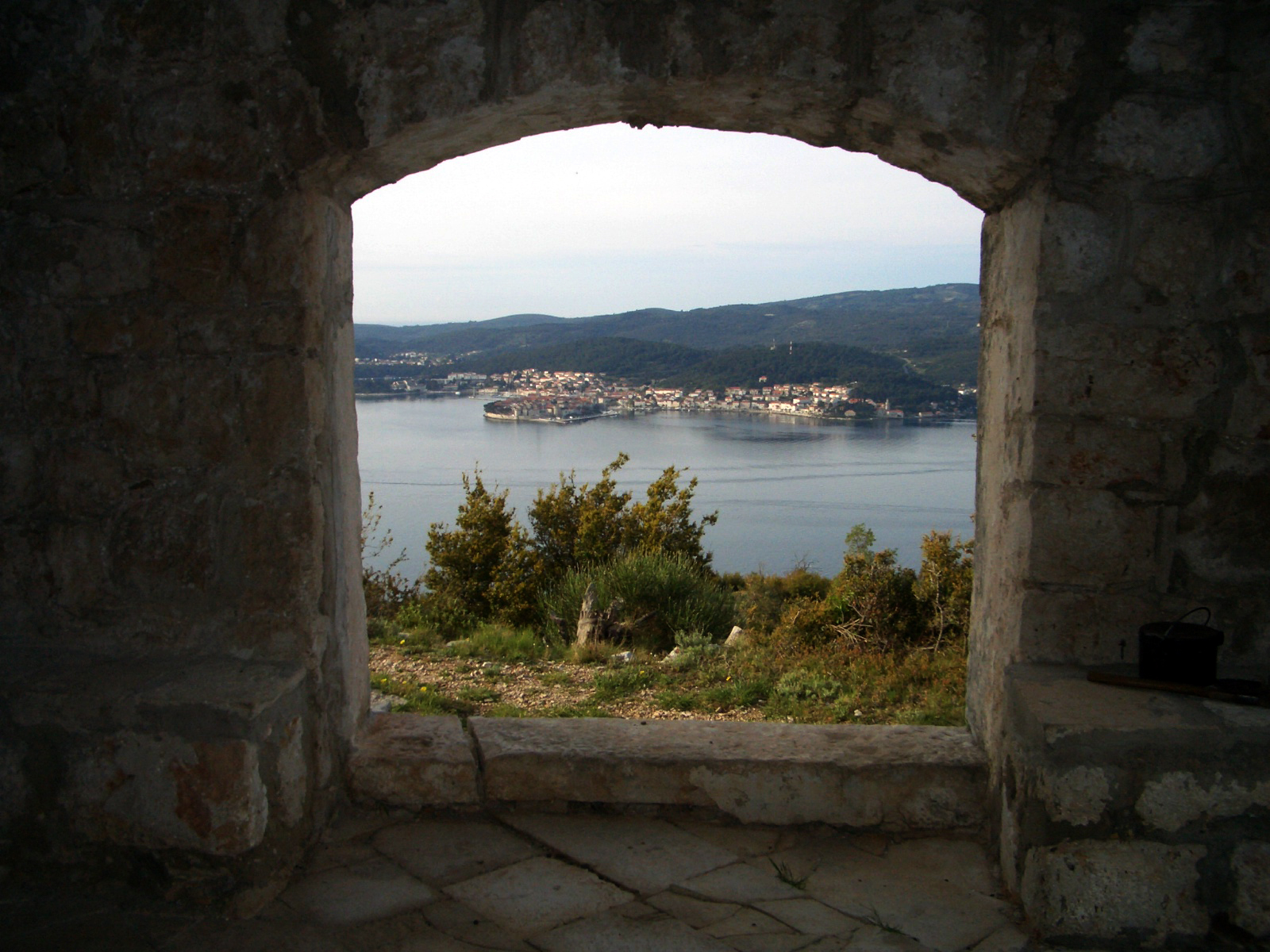
Vista des de Peljesac
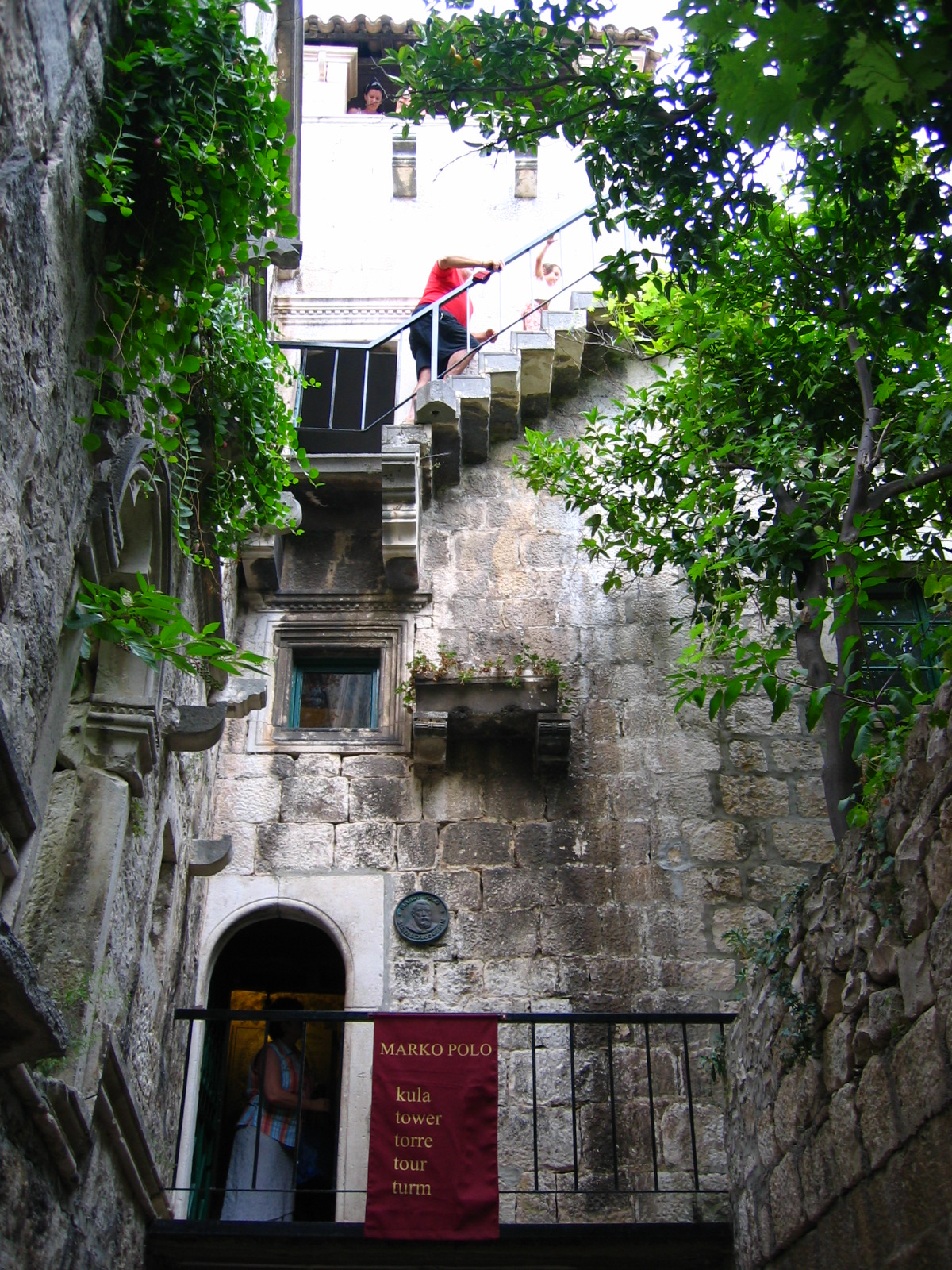
Suposada casa natal de Marco Polo
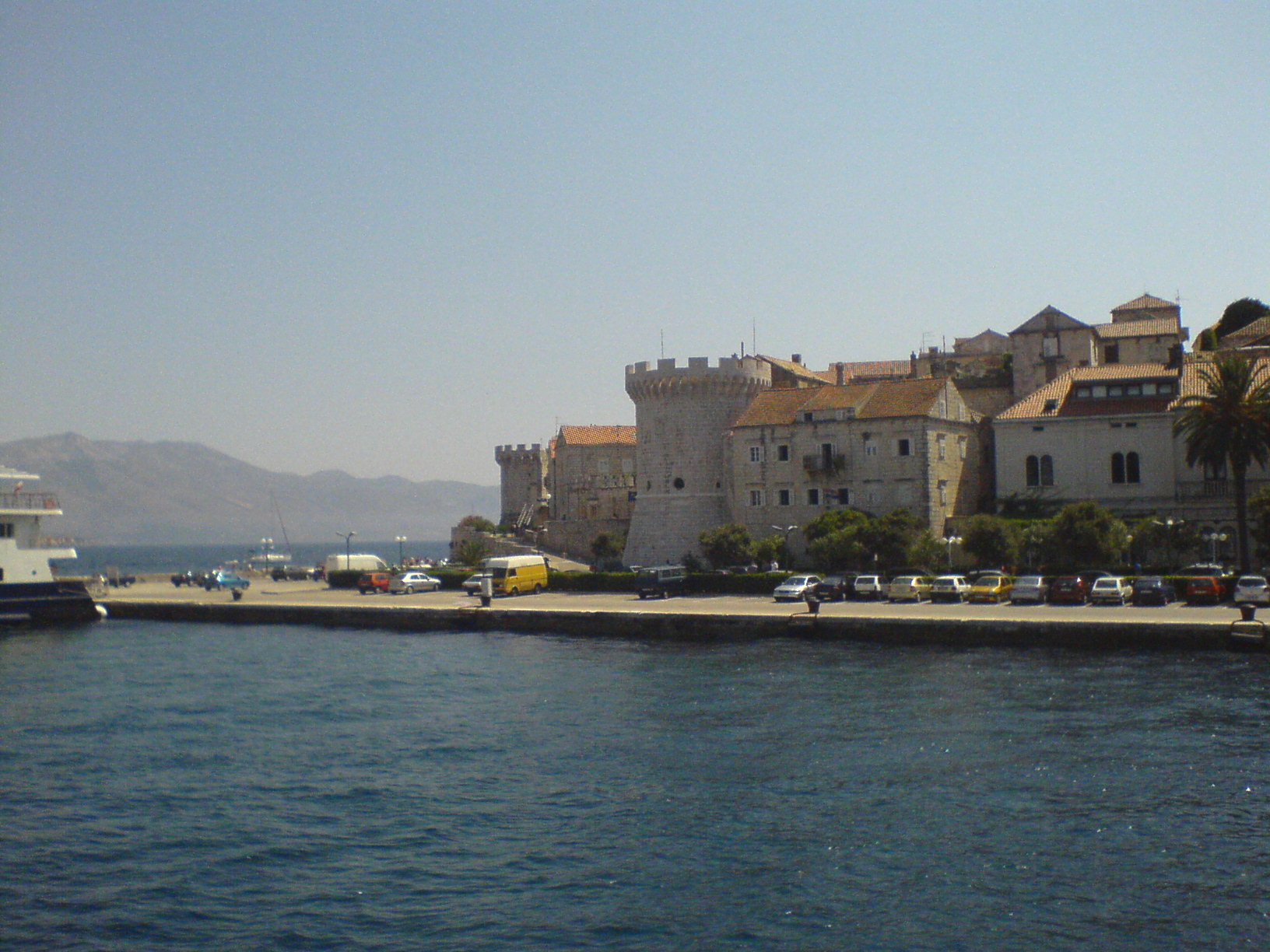
Vista des d'un ferri
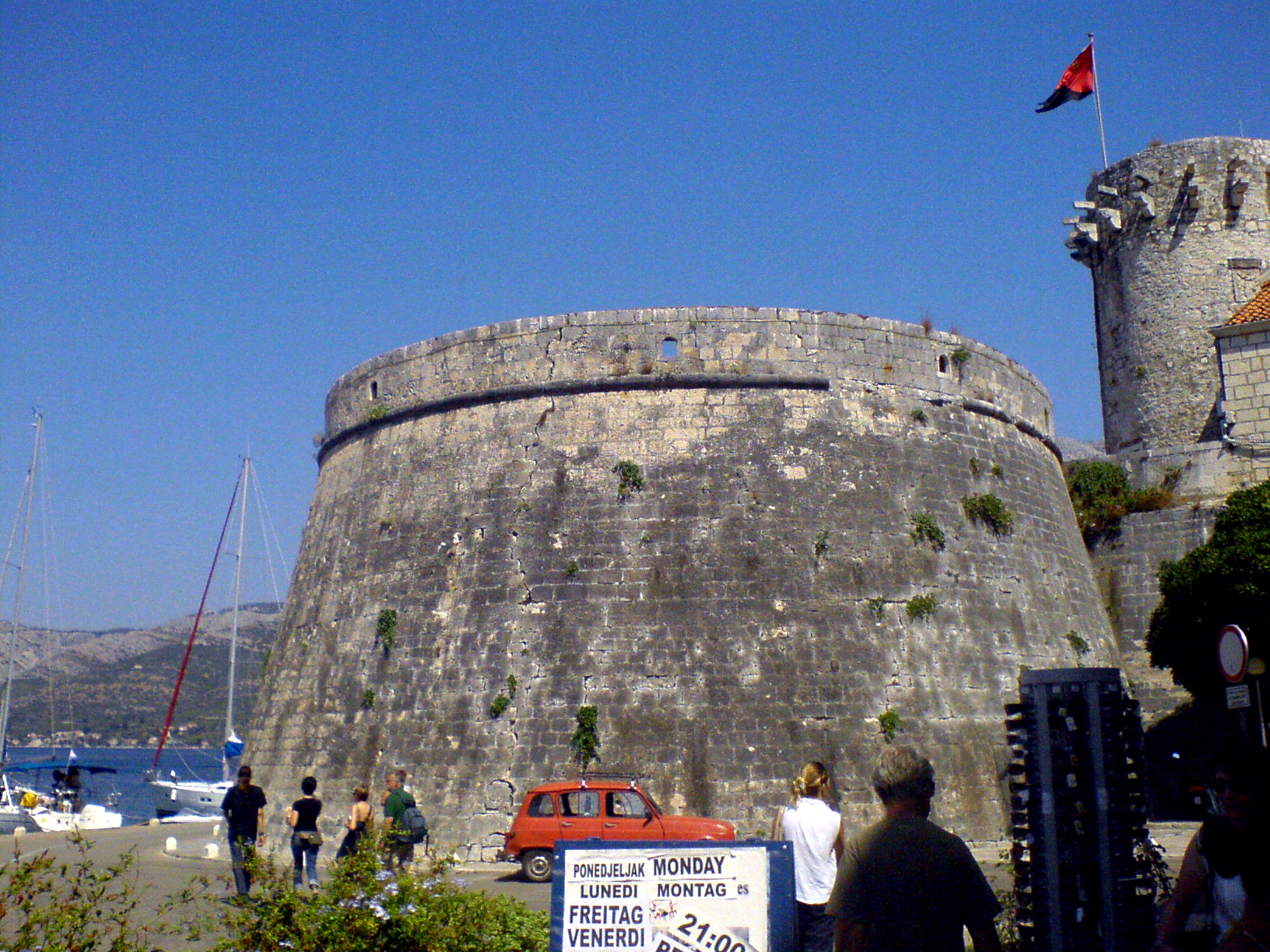
Muralla del port
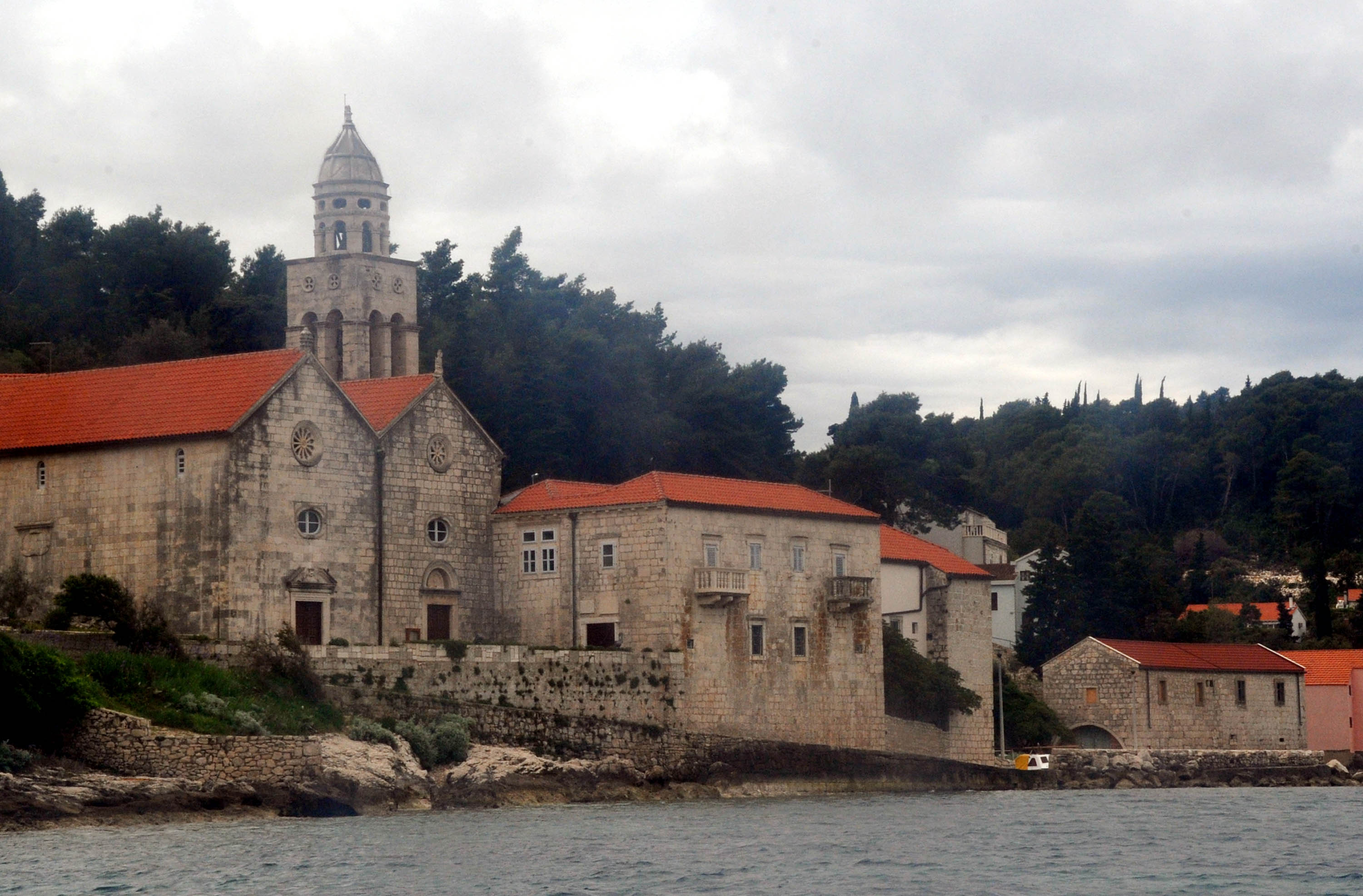
Església de St. Nikola